# Zulassungsbehörde
Die Zulassungsbehörde ist eine Behörde, die für die Zulassung von Sachen oder Vorgängen zuständig ist, welche einer Erlaubnis bedürfen.

## Allgemeines
Sachen, von denen eine Betriebsgefahr ausgeht, dürfen nur in Verkehr gebracht werden, wenn die Zulassungsbehörde hierfür eine Betriebserlaubnis erteilt hat. Das gilt auch für Sachen, die ein Gesundheitsrisiko darstellen oder einer Umweltverträglichkeitsprüfung bedürfen. Am bekanntesten ist die Zulassung von Fahrzeugen zum Straßenverkehr, denn Kraftfahrzeuge und ihre Anhänger, die auf öffentlichen Straßen in Betrieb gesetzt werden sollen, müssen von der Zulassungsbehörde zum Verkehr zugelassen sein (§ 1 Abs. 1 StVG).

## Rechtsfragen
Kraftfahrzeuge, Luftfahrzeuge, Eisenbahnsysteme oder technische Anlagen bedürfen einer Betriebserlaubnis durch die Zulassungsbehörde, bevor sie in Verkehr gebracht werden. Zulassungsbehörden werden in vielen Rechtsgebieten tätig:
Arzneimittel
Bei Arzneimitteln erteilt die zuständige Bundesoberbehörde (Bundesinstitut für Arzneimittel und Medizinprodukte) nach § 25 Abs. 1 AMG die Arzneimittelzulassung schriftlich. Arzneimittel erlangen erst durch ihre Zulassung Verkehrsfähigkeit und dürfen erst nach dieser Zulassung auf dem Arzneimittelmarkt eingeführt werden.
Eisenbahnen
Die erstmalige Inbetriebnahme eines „Bestandteils des Eisenbahnsystems“ (insbesondere Bahnhöfe, Eisenbahnsignale, Schienennetz, Triebfahrzeuge oder Züge) bedarf gemäß § 8 Eisenbahn-Inbetriebnahmegenehmigungsverordnung einer Genehmigung durch das Eisenbahn-Bundesamt.
Gentechnische Anlagen
Die Errichtung und der Betrieb gentechnischer Anlagen, in denen gentechnische Arbeiten der Sicherheitsstufe 3 oder 4 durchgeführt werden sollen, bedürfen nach § 8 GenTG der Genehmigung.
Kraftfahrzeuge und Anhänger
Die Kraftfahrzeug-Zulassungsbehörde erhält nach § 6 Abs. 1 FZV einen Antrag auf Zulassung und erteilt eine Zulassungsbescheinigung Teil II. Sie teilt gemäß § 8 Abs. 1 FZV dem Kraftfahrzeug ein amtliches Kraftfahrzeugkennzeichen zu, um eine Identifizierung des Fahrzeughalters zu ermöglichen. Gemäß § 24 FZV informiert die Zulassungsbehörde den Versicherer per Datensatz über die Zuteilung des Kennzeichens. Darüber hinaus teilt die Zulassungsbehörde dem Versicherer auch Anschriftenänderungen des Halters, Änderungen der Fahrzeugklasse und die Reservierung des Kennzeichens nach einer Außerbetriebsetzung mit.
Luftfahrzeuge
Deutsche Luftfahrzeuge dürfen gemäß § 2 Abs. 1 LuftVG nur verkehren, wenn sie zum Luftverkehr zugelassen (Verkehrszulassung) und – soweit es vorgeschrieben ist – in die Luftfahrzeugrolle eingetragen sind. Zulassungsbehörde ist das Luftfahrt-Bundesamt, das auch als Erlaubnisbehörde (etwa für Erlaubnisse an luftfahrttechnisches Personal), Aufsichtsbehörde (etwa zur Überwachung von Fluggesellschaften) oder Prüfbehörde (etwa für Fluggerät) fungiert. Flugplätze (Flughäfen, Landeplätze und Segelfluggelände) dürfen nach § 6 Abs. 1 LuftVG nur mit Genehmigung angelegt oder betrieben werden. Zuständig ist ebenfalls das Luftfahrt-Bundesamt.
Technische Anlagen
Überwachungsbedürftige Anlagen unterliegen einer Erlaubnispflicht nach § 18 Abs. 1 BetrSichV, so dass die Errichtung, der Betrieb sowie die Änderungen der Bauart oder Betriebsweise, welche die Sicherheit der Anlage beeinflussen, einer Erlaubnis bedürfen. Zulassungsbehörden sind hierbei meist die Gewerbeaufsichtsämter in Zusammenarbeit mit dem TÜV.
Umwelt und Strahlenschutz
Die Umweltverträglichkeitsprüfung ist ein Bescheid nach § 26 Abs. 1 UVPG, mit dem „UVP-pflichtige Vorhaben“ der Anlage 1 zum UVPG genehmigt werden. Die zuständige Behörde erteilt im Strahlenschutz die Freigabe, wenn das Dosiskriterium für die Freigabe eingehalten wird (§ 33 Abs. 1 StrlSchG), die Zuständigkeit der Landesbehörden ist in § 184 Abs. 1 StrlSchG geregelt.
Im weiteren Sinne gehören auch das Deutsche Institut für Bautechnik (Allgemeine bauaufsichtliche Zulassung), das örtliche Bauamt (für die Baugenehmigung) oder die Gewerbeämter (für erlaubnispflichtige Gewerbe) zu den Zulassungsbehörden.
Ausnahmsweise kann in den Fällen des § 34b Abs. 1, 3, 4 GewO oder § 34c Abs. 1 Satz 1 Nr. 1 und 3 GewO oder § 55 Abs. 2 GewO von einer Zulassungsfiktion ausgegangen werden, falls die Zulassungsbehörde nicht innerhalb von drei Monaten entschieden hat.

## International
Internationale Zulassungsbehörden sind insbesondere die Federal Aviation Administration (FAA), Food and Drug Administration (FDA), Europäische Arzneimittel-Agentur (EMA), Europäische Agentur für Flugsicherheit (EASA) in Köln oder die FIFA/UEFA (für die Spielerlaubnis eines Lizenzspielers). FIFA/UEFA sind zwar keine Behörden, haben aber das Monopol zur Erteilung der Spielerlaubnis.